# Anglaise (Tanz)
Anglaise (französisch; „Englische[r Tanz]“) hießen vom 17. bis zum 19. Jahrhundert verschiedene schnelle Tänze englischer Herkunft.
Als Anglaise oder Hopsanglaise wurden die englischen Kontratänze bezeichnet. Der Name überschneidet sich teilweise mit den Begriffen Française und Ecossaise. Daneben wurde auch die Hornpipe so genannt, insbesondere die Solo-Hornpipe als Bühnen- und Charaktertanz.
Alle bekannten Anglaisen sind lebhafte, einfache Tänze von volkstümlichem Charakter. Die Anglaise kommt auch als Suitensatz vor.